# 重点鸟区
重要鸟区（英語：Important Bird Area）又译为重点鸟区，是国际鸟盟策划并推动的一项保护工作，这项工作考察和记录了全球受胁鸟类的现状、分布和栖息环境，划定了上万处具有重要生态学意义的鸟类栖息地为重点鸟区。重点鸟区的确定是以鸟类为判断依据的，但是由于生态系统的关联性，重点鸟区并不只对鸟类有重要意义，对于栖息在区内的野生动物和植物，以及区域所在的整个生态系统，重点鸟区都有重要的意义。重点鸟区是依据一定规则划定的，随着鸟类学研究的进展以及生态环境的变化，重点鸟区的名单也会随之变化。在美国，该计划由奥杜邦学会（National Audubon Society）注册申请。
通常重要鸟区包含在各个国家的保护区系统之下，因此是受到各国的保护区法所保护，但重要鸟区并不随着各国保护区的变动而改变；个别一些完全缺乏保护政策的国家，会有一个国家型的IBA保护策略。

## 评选规则

亚洲重点鸟区宣传品

重要鸟区的评定是由各国国内的专业组织根据国际鸟盟颁布的评选规则自行进行的。评选规则由相互平行的四套判断依据构成，附和其中任何一条规则的鸟类栖息地，都将成为重点鸟区。

### 准则A1
在全球范围内受威胁的物种（Globally threatened species）
在栖息地中由国际性濒危鸟类分布的区域，可以成为重要鸟区。国际鸟盟颁布了一份鸟类红皮书，其中刊载了受胁鸟种的名录和详细资料，分布有红皮书列名鸟种的区域则可以依照准则A1成为重要鸟区。此类重要鸟区对受胁鸟种非常重要，一旦遭到破坏便有可能导致受胁鸟种灭绝。

### 准则A2
限制范围物种（Restricted-range species）
狭布鸟种分布的区域为重要鸟区。狭布鸟种的活动区域和繁殖领域非常狭小，故而对栖息环境的依赖程度很高，一旦固有栖息地遭到破坏，便可能导致物种灭绝。一般认为，活动和繁殖区域小于50000平方公里的鸟种为狭布鸟种。如果在一个小于50000平方公里且生态类型单一的区域中有超过两个狭布鸟种分布，则该区域为特有鸟种区。

### 准则A3
生物群落限制物种（Biome-restricted species）
一些鸟类群落只在特定生态区域活动，这些鸟种活动的生态区域可依照准则A3成为重要鸟区。某些鸟种只会选择特定生态环境栖息，一旦这种环境遭到破坏，将威胁此类鸟种的生存，所以需选择这类生态区为重点鸟区。

### 准则A4
群聚性鸟种（Congregations）
候鸟群聚居的重要栖息地是重点鸟区。候鸟聚集的栖息地对鸟类的生存也有重要意义，符合下述条件任何一点，均可以被认为是有候鸟群聚居的重要栖息地：
- 当一个地区常有某种水鸟种群大量出现且数量大于该物种全球总数的1%以上；
- 或一个区域正常情况下可容纳某种海鸟或陆鸟全球总数1%以上；
- 或一个地区在正常情况下有超过两万只以上的水鸟，或者超过一万对以上的水鸟；
- 或一个地区处在鸟类迁徙通道上，迁徙季节有大量鸟类集中通过[3]。

依准则A4入选的重点鸟区，常对候鸟的繁殖、迁徙、越冬有非常重要的意义。
以上的评选准则是针对不同鸟种的不同情况而设定的，符合特定的评选准则便意味着一块区域有着特定的生态学意义，但这些准则是并不是相互孤立的，很多重要鸟区，常常因为符合多项评选准则而入选。据一项研究显示（该研究并非百分之百可靠），南美洲有一些濒临灭绝鸟类区域与重要鸟区未重合，专家建议各国应尽量採用重要鸟区的标准，以利决定物种的保护顺序。

## 分布
重点鸟区工作是国际鸟盟在全球逐步开展的，欧洲的IBA在1989年完成，1994年中东的IBA工作完成，2001年非洲的IBA完成，2004年亚洲IBA完成。目前美洲的IBA工作正在进行中，中亚地区以及俄罗斯亚洲部分叶尼赛河以西的IBA工作尚未开展。
目前全球已经有重点鸟区7500个。